# 김영석 (1940년)
김영석(金榮石, 1940년 2월 3일 ~, 전라북도 김제시)은 아시아자동차 사장, SK증권 대표이사, SK그룹 부회장 등을 지낸 대한민국의 기업인, 금융인이고, 우석대학교 총장을 지낸 교육자이기도 하다.

## 학력
- 남성고등학교
- 서울대학교 경제학과

## 경력
- 대한교육보험 사장
- 대한교육보험 대표이사 부회장
- 대한암협회 회장
- 아시아자동차 사장
- SK증권 대표이사 부회장
- SK그룹 금융부문 부회장
- 제8대 우석대 총장
- 한국학중앙연구원 이사
- 동학농민혁명기념재단 이사장

## 참고 자료
- 김영석 네이버 인물검색